# Violette de Thomas
Viola thomasiana
Espèce
Classification APG III (2009)
La violette de Thomas (Viola thomasiana) est une espèce de plantes à fleurs de la famille des Violaceae. Elle est parfois considérée comme une sous-espèce, soit de Viola hirta (Viola hirta subsp. thomasiana), soit de Viola ambigua (Viola ambigua subsp. thomasiana).